# Tour Alto
Tour Alto – wieżowiec w Paryżu, we Francji, w dzielnicy La Défense.
Budynek ma 160 m wysokości od ulicy i 150 m od płyty La Défense na wschodniej elewacji. Ma 38 pięter. Jego zaokrąglony kształt stopniowo rozszerza się ku górze o 12 cm  na każdym piętrze. Dzięki tej specyficznej bryle powierzchnia kondygnacji sięga od 700 m² u stóp wieży do 1500 m² na szczycie.
Budowę rozpoczęto we wrześniu 2016 r., a budynek oddano do użytkowania w 2020 r.